# كيت باري
كيت باري (بالإنجليزية: Kate Barry)‏ هي مصورة مورضة ومصورة بريطانية، ولدت في 8 أبريل 1967 في لندن في المملكة المتحدة، وتوفيت في 11 ديسمبر 2013 في باريس في فرنسا.

## وصلات خارجية
- كيت باري على موقع IMDb (الإنجليزية)
- كيت باري على موقع ألو سيني (الفرنسية)
- كيت باري على موقع ديسكوغز (الإنجليزية)
- كيت باري على موقع كينوبويسك (الروسية)